# Pamela Soprani
Pamela Soprani Reyes (n. Santiago de Chile, 1987) es una modelo chilena y reina de belleza. Fue elegida como Miss Tierra Chile 2010 el 17 de julio de 2010 por MissModel y Bellezas. Representó a su país en el Miss Tierra 2010 el 4 de diciembre en Nha Trang, Vietnam.

## Posesión del título
| Predecesora: Hil Hernández | Miss Tierra Chile 2010 | Sucesora: Camila Stuardo |

- Datos: Q6059297